# Friedrich Leybold
Friedrich Leybold (1827 – 1879) è stato un botanico, farmacista e naturalista tedesco.

## Biografia
Tra il 1852 e il 1854, Friedrich Leybold, bavarese di origine ma allora residente a Bolzano, visitò due volte il Trentino meridionale, percorrendo anche la catena dei monti Tremalzo-Tombea.
Nel secondo viaggio, il 5 luglio 1853,  partendo da Gargnano salì nella Val Vestino, tra Turano e Persone  rinvenne una Scabiosa, e poi da Magasa raggiunse il Monte Tombea e il Monte Caplone.
Qui raccolse la Daphne vista precedentemente dal botanico Francesco Facchini che in una pubblicazione del 1853 chiamò Daphne petrea, divenendo questo il nome valido. Leybold rinvenne nella zona altre nuove piante tra cui un nuovo ranuncolo, che verrà descritto cinque anni dopo da Antonio Bertoloni come Ranunculus bilobus. Nella zona del monte Tombea rinvenne una Saxifraga che ritenne essere Saxifraga diapensioides, non notando che era una nuova entità. Con la pubblicazione nel 1854 del lavoro di Leybold e della Flora Tiroliae Cisalpinae di Facchini pubblicata postuma da Franz Hausmann di Bolzano il monte Tombea-Caplone divenne una delle mete classiche degli itinerari dei botanici nelle Prealpi.
Nel 1865,  sbarcò in Cile studiando la regione del río Maule e la sua geologia vulcanica; nella provincia di Colchagua, il río Cachapoal e infine il río Tinguiririca.  Nel 1871  partendo da Santiago condusse un'esplorazione sulla cordigliera delle Ande, presso la località argentina di San Carlos, nella provincia di Mendoza riportando la descrizione scientifica di nuove specie di animali e vegetali scoperti che pubblicò nel 1873 in “Escursión a las pampas arjentinas. Hojas de mi diario. Febrero de 1871”.
Fu nominato membro dell'Accademia Cesarea Tedesca Leopoldina–Carolina" e collaborò con diverse società scientifiche europee e americane.

## Scritti
- Salicineae, pubblicato da apud F. Fleischer in comm, 1852
- Botanische Skizzen von den Grenzen Südtirols, 1854
- And en Seiten von Tremale un Casette auf steinige Abbängen von circa 3500-4000 W.F., 1854
- Escursión a las pampas arjentinas. Hojas de mi diario. Febrero de 1871. Imprenta Nacional, Santiago, 1874
- Der Schleern bei Botzen in Südtirol [sic]: allgemeine Beschreibung desselben und Aufführung der daselbst gefundenen Gefässpflanzen, je nach ihren eigenthümlichen Standorten
- Stirpium in alpibus orientali-australibus nuperrime repertarum.., pubblicato da Inter Documentation Company, 1995